# 大橋勇武
大橋 勇武（おおはし いさむ、Ohashi Isamu、1967年5月14日 - 2023年4月19日〈訃報発表日〉）は、日本のロック・フュージョンギタリスト。旧芸名は「大橋イサム」「大橋勇」。本名は「大橋勇」。

## 略歴
13歳でギターを始める。渡辺香津美、カシオペア、T-SQUARE、YMO、ジャーニー、TOTO、ゲイリー・ムーアなどに影響を受ける。
中学3年時の卒業イベントで、YMO、カシオペアのコピーを中心に、初のバンド演奏を行う。高校時代はバンド活動に熱中。本格的にギタリストを目指す。
1983年、東京都立田園調布高等学校進学と共に、「音楽学校メーザー・ハウス」の一期生として入学。当時講師をしていたT-SQUAREリーダー（当時）の安藤まさひろに師事。同年の大晦日、六本木・PIT INNで開催されたT-SQUAREのライブに急遽参加することになり、16歳でプロとしてデビューする。
1987年、19歳の時にはロック・バンド「PEARL」の初期メンバー・ギタリスト「KAZUYA」としてメジャー・デビュー。本格的にプロ活動を開始する。PEARL在籍時にはアルバム2枚、ミニアルバム1枚をリリースするが、1988年の Around and Around ツアーを最後にPEARLを脱退する。
メジャー・デビュー当時はカタカナ表記の名前「イサム」を使い、PEARL脱退後は本名の「勇」を主に使っていたが、2008年より「勇武」に改名したことを自身の公式サイトで発表している。
1991年、田中豊雪、清水永二、光田健一とバンド「Slap・Up・Slap」を結成。楽曲制作を担う。主な活動拠点は、六本木・PIT INN。同年、松岡直也グループのオーディションを経て和田アキラの後任ギタリストとして参加。オーディション合格の報告は、同年7月24日、六本木・PIT INNでの「Slap・Up・Slap」ライブのMCにて。その後も松岡が逝去するまで様々なプロジェクトでギタリストを務める。
大橋の代表作「Battle for the championship」は1993年・1994年、「Battle and Chase」は1995年にフジテレビ系「F1グランプリ」のスターティング・グリッド紹介時のテーマ曲として採用。「Battle for the Championship」は、1993年にリリースされたF-1コンピレーション・アルバム『IMAGES』、「Battle and Chase」は1994年にリリースされたコンピレーション・アルバム『TRUTH2000』に収録。
1993年には堀兼久とボーカル+ギターのユニット「L'eclipse」（後に解散）、1999年にはインストゥルメンタル・ユニット「CORE ZONE」を結成。1995年・1996年は沢田研二、1998年から2001年はT.M.Revolutionのサポートメンバーを務めた。他にも数々の音楽家のセッションに参加、レコーディング、ツアーサポート、サウンドプロデュースなど、ジャズ・フュージョン系を中心に精力的な活動を展開している。
1999年、六本木・PIT INNで開催されたライブ音源収録アルバム『NO EDIT』リリース。DIMENSIONから増崎孝司、勝田一樹、須藤満らが参加。
2013年6月9日、自身初のスタジオ・ソロ・アルバム「Moon on The Water 〜水面の月〜」をリリース。7月1日のアルバム発売記念ライブにかつて1999年に結成したバンド「CORE ZONE」を新メンバー・野崎洋一（Key）、村上聖（Ba）、則竹裕之（Drm）で再結成。
2023年4月19日、死去したことが音楽仲間らのSNSにて報告された。55歳没。同年4月23日に通夜、4月24日に告別式が代々幡斎場にて執り行われた。ライブハウスに置かれる告知ボードと同様のものが置かれ「大橋勇武 Gt. LAST LIVE THANK YOU」の文字が弔問客を迎えた。祭壇には愛器のギターや衣装が飾られた。

## 活動実績

### 演奏参加
- T-SQUARE
- カシオペア
- JIMSAKU
- 安藤まさひろ
- 伊東たけし
- 須藤満
- 田中豊雪
- 則竹裕之
- 東原力哉
- 角松敏生
- 村上秀一
- 是方博邦
- 鳥山雄司
- 榊原大
- 窪田宏
- 鳴瀬喜博
- 松岡直也
- Sammy
- T.M.Revolution
- 辻仁成
- Gackt
- 沢田研二
- クレモンティーヌ
- 米光美保
- 浜田麻里
- 奥居香
- 酒井法子
- GWINKO
- WILD STYLE
- 平井景
- 小林香織
- ビンゴボンゴ
- 村井秀清
- 新澤健一郎
- 岩田浩史
- 渋谷有希子
- りあん

## ディスコグラフィ

### シングル
- Battle For The Championship（1993年）- 大橋勇 & TAIL TO NOSE
- Re-Play（1994年）- L'eclipse
- CRY OF LOVE（1994年）- L'eclipse
- POLE POSITION F（1995年）
- BORDER LINE（1996年）- L'eclipse

### オリジナル・アルバム
- L'ECLIPSE（1994年）- L'eclipse
- DOUBLE VISION（1996年）- L'eclipse
- No Edit（1998年）
- 5040（2007年）- Low x Rex
- Moon on The Water〜水面の月〜（2013年6月9日）

### コンピレーション・アルバム
- F-1 ON-BOARD SOUNDS II（1993年）
- IMAGES 〜FORMULA 1 WORLD CHAMPIONSHIP '93〜（1993年）
- POWER & GLORY 〜FORMULA 1 WORLD CHAMPIONSHIP〜'93（1993年）
- BATTLE & CHASE 〜1994 F-1PACIFIC GRAND PRIX（1994年）
- TRUTH2000 〜FORMULA 1 WORLD CHAMPIONSHIP〜（1994年）
- ツヨシしっかりしなさい　オリジナルサウンドトラック（1994年）- L'eclipse
- PUSH 〜フジテレビヒット曲集〜（1995年）
- F-1 ON-BOARD SOUNDS III（1995年）
- IMPRESSIONS 〜FORMULA 1 WORLD CHAMPIONSHIP〜（1995年）
- WINNING 〜BEST OF THE F-1 MUSIC & SOUNDS（1995年）
- Super Guitarists（1999年）
- J-FUSION COMPILATION（2003年）
- Grand Prix 〜SUPER COLLECTION 2004〜（2004年）
- Grand Prix 〜Eternal TRUTH〜（2005年）
- GUITARFREAKS＆drummania INSTRUMENTAL COLLECTION 2（2005年）
- MUSIC IS A THING SUCH AS LIQUOR（2006年）
- BATTLE FOR THE CHAMPIONSHIP（2009年）

### 参加アルバム
- Refreshest（1991年）- T-SQUARE and friends
- SOLITUDE（1994年）- T-SQUARE and friends
- DISPENSATION（1996年）- JIMSAKU
- T.K.BREEZE（1996年）- 伊東たけし
- FAVOR OF MY FRIENDS（2000年）- 須藤満
- MARS（2000年） - Gackt
- Tomorrow（2002年）- 榊原大
- Missing（2002年）- Grass Nation.
- Call my Name（2002年） - Grass Nation.
- COOL JAMMING（2004年）- 窪田宏
- SOLAR（2005年）- 小林香織
- 夢日記（2006年）- りあん
- Tamura Naomi A.K.A. Sho-ta Sho-ta A.K.A. Tamura Naomi（2007年）- 田村直美
- Chaos（2007年）- Tsuyoshi.O
- GOLDEN BEST（2009年）- 小林香織

## タイアップ
| 年                      | 曲名                       | タイアップ                                                                                 |
| ----------------------- | -------------------------- | ------------------------------------------------------------------------------------------ |
| 大橋勇 & TAIL TO NOSE   |                            |                                                                                            |
| 1993年                  | Battle For The Chmpionship | フジテレビ系『F-1グランプリ中継』グリッド紹介のテーマ                                      |
| L'eclipse（レクリプス） |                            |                                                                                            |
| 1994年                  | Re-Play                    | フジテレビ系アニメ『ツヨシしっかりしなさい』オープニング・テーマ（第77話 - 第96話）        |
| 1994年                  | CRY OF LOVE                | 全日本ツーリングカー選手権シリーズ最終戦 『インターTEC』（フジテレビ主催）イメージ・ソング |